# FC Dinamo Bukurešt
FC Dinamo Bukurešt je nogometni klub iz glavnog rumunjskog grada Bukurešta. Osnovan je 1948. godine. Trenutno se natječe u Ligi I.

## Povijest
Dinamo je jedan od dva najuspješnija nogometna kluba u Rumunjskoj, osvojivši 18 titula u rumunjskoj prvoj ligi, 13 kupova i 2 superkupa. Postali su prvi rumunjski klub koji je stigao do polufinala Lige prvaka u sezoni 1983./84. Osnovan 1948. godine, Dinamo Bukurešt je cijelu svoju povijest nakon toga proveo u rumunjskoj prvoj ligi. Tradicionalna boja tima kod kuće je crvena. Trenutni grb je modificirana verzija grba prihvaćenog 1998. godine. Najveći rival im je Steaua Bukurešt.

## Bivši igrači
- Dănuț Lupu

## Vanjske poveznice
- Službena web-stranica